# Lighting Up the Sky
Lighting Up the Sky es el octavo y último álbum de estudio de la banda de heavy metal Godsmack, donde fue lanzado el 24 de febrero de 2023 a través del sello discográfico BMG Rights Management (BMG) y este fue el primer álbum de estudio de la banda en casi cinco años, desde When Legends Rise (2018), lo que lo convierte en la brecha más larga entre dos álbumes de estudio de Godsmack.

## Antecedentes
Mientras estaba de gira promocionando When Legends Rise, la noticia de un seguimiento del álbum comenzó a circular en agosto de 2019 cuando el líder Sully Erna reveló en una entrevista con iHeartRadio de Canadá que la banda se había estado preparando para comenzar el proceso de composición del álbum. Varios meses después, en un mensaje de video fechado el 23 de marzo de 2020 y compartido a través de la cuenta de Twitter de SiriusXM, el baterista Shannon Larkin y el guitarrista principal Tony Rombola confirmaron que la banda había estado escribiendo música para el álbum. Poco después, y durante una aparición en Trunk Nation de Sirius XM Radio, Sully Erna admitió que, si bien su banda ha estado recopilando algunas ideas, le faltaba la inspiración para escribir algo. No obstante, aseguró a los fanáticos que el nuevo álbum estaría terminado más temprano que tarde:

Nos vamos a concentrar este año, y lo haré. Hago esto cada vez que tengo que grabar un disco, te lo juro. Digo, 'No sé de qué hablar'. no tengo contenido No sé cómo van a sonar mis letras. No tengo nada. Estoy aburrido. No estoy deprimido. No estoy loco. Antes, cuando estaba enojado, tenía tantas cosas sobre las que escribir. Ahora ya no estoy enojado. No sé cómo escribir canciones a veces cuando no estoy molesto o emocionado por algo. Entonces, vendrá. Y cuando lo haga, estoy seguro de que será bueno.

En una aparición el 4 de mayo de 2021 en "Riff On It" de The VR Sessions, Sully Erna reveló que la banda ha escrito 11 canciones para el álbum en solo tres semanas, y que la banda estaba en el proceso de escribir la letra y grabando todas las melodías. en una entrevista del 23 de abril de 2022 con WJRR, Sully Erna dijo que la banda había grabado el nuevo álbum con un nuevo sencillo que se esperaba que saliera al aire a mediados o fines del verano y que el álbum podría ser el último de la banda.
Mientras era entrevistada por Pablo de la estación de radio 93X de Minneapolis, Minnesota, Sully Erna confirmó que Lighting Up the Sky sería el último trabajo de Godsmack, pero aclaró que la banda no se retirará de las presentaciones o giras después de este álbum. En un video de Instagram publicado en la propia cuenta de Sully el 10 de octubre de 2022, aseguró además a los fanáticos que los miembros de la banda "se llevan mejor que nunca" y que "planean continuar de gira" mucho después de que se haya lanzado el álbum. con un estilo de gira de grandes éxitos planeado para el futuro.

## Lista de canciones
| N.º | Título                | Duración |  |
| 1.  | «You and I»           | 5:17     |  |
| 2.  | «Red White & Blue»    | 4:04     |  |
| 3.  | «Surrender»           | 3:40     |  |
| 4.  | «What About Me»       | 3:55     |  |
| 5.  | «Truth»               | 4:33     |  |
| 6.  | «Hell's Not Dead»     | 4:50     |  |
| 7.  | «Soul on Fire»        | 4:05     |  |
| 8.  | «Let's Go»            | 5:40     |  |
| 9.  | «Best of Times»       | 3:36     |  |
| 10. | «Growing Old»         | 5:01     |  |
| 11. | «Lighting Up the Sky» | 4:46     |  |

## Personal
Godsmack
- Sully Erna - guitarra rítmica, voz, productor
- Tony Rombola - guitarra líder, coros
- Robbie Merrill - bajo
- Shannon Larkin - batería, percusión